# Matsuyama
Matsuyama (松山市, Matsuyama-shi) és la capital de la prefectura d'Ehime, al nord-oest de l'illa de Shikoku, al Japó. És la ciutat més gran de l'illa i regió de Shikoku.
La ciutat és coneguda per les seves fonts termals (onsen), i en concret pel Dōgo Onsen, que és el balneari més antic del Japó. Entre els seus monuments destaca el Castell Matsuyama, al voltant del qual es va desenvolupar la ciutat. També és coneguda la ciutat per ser l'escenari de la novel·la Botxan, de l'escriptor Natsume Sōseki. Pel que fa a l'economia, la ciutat és un important centre comercial (indústries mecàniques, químiques, papereres i, sobretot, tèxtil i drassanes).

## Persones il·lustres
- Masaoka Shiki (1867 - 1902) poeta

## Ciutats agermanades
- Sacramento, Califòrnia, Estats Units d'Amèrica
- Friburg de Brisgòvia, Alemanya
- Pyeongtaek, Corea del Sud